# Virumaa
Virumaa ( en latín: Vironia; bajo alemán: Wierland; Nórdico antiguo: Virland) es un antiguo condado independiente en la antigua Estonia. Ahora se divide en el condado de Ida-Viru o Vironia Oriental y el condado de Lääne-Viru o Vironia Occidental. Los vironianos construyeron muchas fortalezas, como Tarwanpe (actual Rakvere) y Agelinde (ahora Punamägi Hill en el pueblo de Äntu).
Vironia se dividió en cinco clanes (kilikunda), Maum (en estonio Mahu), Laemund (Lemmu) también conocido como Pudiviru, Askele, Revele (Rebala), Alentagh (Alutaguse). Al igual que otras tribus estonias, los vironianos siguieron siendo principalmente paganos antes de las Cruzadas del Norte en el siglo XIII.

## Historia
Según la Crónica de Enrique de Livonia, los vironianos creían que Tharapita, un dios adorado por los osilianos (la tribu que habita en Saaremaa ), nació en Vironia. Sin embargo, el anciano vironiano Thabelin de Pudiviru había respaldado el cristianismo antes de que los cruzados alemanes y daneses llegaran a Estonia. Thabelin (Tabellinus) fue bautizado por alemanes en la isla de Gotland. Más tarde, cuando los cruzados daneses llegaron a Vironia, se sospechó que Thabelin era demasiado pro-alemán y fue ahorcado.
En 1219, los cruzados alemanes de los Hermanos de la Espada de Livonia hicieron una incursión contra los vironianos junto con los recientemente bautizados letones, livonios y varias tribus proto-estonias (sakalianos, ugaunianos y jervianos). Después de cinco días de asesinatos y saqueos, Kyriavan, Thabelin y otros ancianos vironianos pidieron una tregua. Según la crónica, Kyriavan dijo que antes tenía un "dios muy malo" y por lo tanto estaba listo para aceptar al dios cristiano. Después de que se hizo la tregua, los ancianos vironianos aceptaron el cristianismo. Algunos hijos de ancianos de los cinco clanes vironianos fueron tomados como rehenes por los cruzados como parte de la tregua. En 122, los vironianos participaron en un intento fallido de expulsar a los daneses que habían construido una fortaleza en el lugar de la moderna Tallin, en la vecina provincia de Revelia. Los daneses tomaron represalias, mataron a varios ancianos vironianos y sometieron a los vironianos a fuertes impuestos.
En 1225, los cruzados daneses y alemanes se enfrentaron entre sí por la propiedad de Vironia. En 1226, el legado papal Guillermo de Módena llegó a la fortaleza vironia de Tarwanpe y medió en la paz entre alemanes, daneses y estonios. Un año más tarde los territorios vironianos fueron tomados por los Hermanos de la Espada. Los vironianos se pusieron del lado del nuevo legado papal Balduino de Alna, quien en 1230 intentó crear un estado vasallo papal en el norte de Estonia, incluida Vironia. En 1233, los partidarios de Balduino fueron derrotados por la Orden en la ciudad de Reval (Tallin). Los territorios de Vironia fueron arrebatados nuevamente por la Orden, como se quejó Balduino de Alna en su informe al Papa en 1234. La Orden también fue acusada de oprimir a los conversos vironianos y de expulsar a los partidarios locales de la Iglesia.

Vironia a Dinamarca (Estonia danesa).

En 1238, Vironia fue entregada nuevamente a Dinamarca según el Tratado de Stensby. El área pasó a manos de poderosos vasallos del rey danés, muchos de los cuales eran de origen local, como Dietrich de Kievel (probablemente 'Kivela'-'tierra de piedra' en estonio) que controlaba la parte oriental de Vironia, donde comenzó a construir la fortaleza de Narva. Vironianos y vasallos de Vironia participaron en la cruzada fallida de la Orden y Dinamarca contra la República de Novgorod 1240-1242. Los nombres Virumaa, Vironia y Virland se han utilizado continuamente para el noreste de Estonia. Por ejemplo, en 1266, Margaret Sambiria, reina viuda de Dinamarca, fue nombrada Dama de Estonia y Virland.

## Parroquias (kilikunda)
- Maum (Mahú)
- Laemund (Lemmu, también conocido como Pudiviru)
- Askælæ (Äskälä)
- Repeler (Rebala)
- Alentagh (Alutaguse)

## Ancianos
- Kyriavanus, Tabelinus, etc.